# Hallenweltmeisterschaften im Bogenschießen 2016
Die 13. Hallenweltmeisterschaften im Bogenschießen wurden vom 1. bis 6. März 2016 in der türkischen Hauptstadt Ankara ausgetragen.

## Ergebnisse

### Recurvebogen
| Disziplin         | Gold                                                     | Silber                                                      | Bronze                                                           |
| ----------------- | -------------------------------------------------------- | ----------------------------------------------------------- | ---------------------------------------------------------------- |
| Männer Einzel     | Heorhij Iwanyzkyj                                        | Serhij Makarewytsch                                         | Brady Ellison                                                    |
| Frauen Einzel     | Lisa Unruh                                               | Natalia Leśniak                                             | Claudia Mandia                                                   |
| Männer Mannschaft | Deutschland Florian Floto Florian Kahllund Carlo Schmitz | Frankreich Florent Mulot Olivier Tavernier Thomas Antoine   | Russland Bair Zybekdorschijew Alexander Koschin Arsalan Baldanow |
| Frauen Mannschaft | Japan Tomomi Sugimoto Kaori Kawanaka Rina Sugibayashi    | Polen Natalia Leśniak Karina Lipiarska-Pałka Wioleta Myszor | Georgien Iulia Lobschanidse Kristine Essebua Chatuna Narimanidse |

### Compoundbogen
| Disziplin         | Gold                                                | Silber                                                       | Bronze                                                             |
| ----------------- | --------------------------------------------------- | ------------------------------------------------------------ | ------------------------------------------------------------------ |
| Männer Einzel     | Sébastien Peineau                                   | Mike Schloesser                                              | Omid Taheri                                                        |
| Frauen Einzel     | Irene Franchini                                     | Albina Loginowa                                              | Sarah Prieels                                                      |
| Männer Mannschaft | Italien Sergio Pagni Luigi Dragoni Michele Nencioni | Dänemark Martin Damsbo Stephan Hansen Patrick Laursen        | Frankreich Sébastien Peineau Jean-Philippe Boulch Fabien Delobelle |
| Frauen Mannschaft | Dänemark Tanja Jensen Erika Anear Sarah Sönnichsen  | Russland Marija Winogradowa Natalja Awdejewa Albina Loginowa | Italien Irene Franchini Laura Longo Eleonora Sarti                 |

## Medaillenspiegel
| Platz  | Land               | Gold | Silber | Bronze | Gesamt |
| ------ | ------------------ | ---- | ------ | ------ | ------ |
| 1      | Italien            | 2    | –      | 2      | 4      |
| 2      | Deutschland        | 2    | –      | –      | 2      |
| 3      | Frankreich         | 1    | 1      | 1      | 3      |
| 4      | Dänemark           | 1    | 1      | –      | 2      |
| 4      | Ukraine            | 1    | 1      | –      | 2      |
| 6      | Japan              | 1    | –      | –      | 1      |
| 7      | Russland           | –    | 2      | 1      | 3      |
| 8      | Polen              | –    | 2      | –      | 2      |
| 9      | Niederlande        | –    | 1      | –      | 1      |
| 10     | Belgien            | –    | –      | 1      | 1      |
| 10     | Georgien           | –    | –      | 1      | 1      |
| 10     | Iran               | –    | –      | 1      | 1      |
| 10     | Vereinigte Staaten | –    | –      | 1      | 1      |
| Gesamt | Gesamt             | 8    | 8      | 8      | 24     |